# Suessa Pometia
Suessa Pometia (en grec ancien : Σούεσσα Πωμεντιάνη) était une cité du Latium.
Colonie d'Albe la Longue, occupée par les Volsques, elle fut détruite par Tarquin le Superbe.
Elle fut conquise par les Romains vers 495 av. J.-C.

## Sources
- Virgile, Énéide, VI, 775.
- Cicéron, République, II, 45.
- Pline l'Ancien, Histoire naturelle, III, 68.
- Tite-Live, Histoire romaine, I, 53, 2 ; II, 17, 1 ; et II, 25, 6.
- Denys d'Halicarnasse, Antiquités romaines, IV, 50 ; et IV, 29.
- Tacite, Histoires, III, 72.